# Comodoro Rivadavia
Comodoro Rivadavia is een stad in Argentijns Patagonië, departement Escalante, in de provincie Chubut, met een inwoneraantal van ongeveer 137.000. Het ligt aan de San Jorgegolf.
De stad ontstond uit een aantal handelsposten met een laad- en lospunt voor wol en materialen ten behoeve van de verder inlands gelegen schapenfokkers, met name in de omgeving van de plaats Sarmiento. De eerste inwoner was de eigenaar van de handelspost: Francisco Pietrobelli. De stad dankt haar naam aan minister van scheepvaart Comodore Martin Rivadavia.
De stad wordt gedomineerd, door een tafelberg genaamd Cerro Chenque. Deze naam betekent begraafplaats in de taal van de Mapuche, de rondtrekkende indianenstammen die het gebied oorspronkelijk bewoonden.
De nederzetting Comodoro Rivadavia werd gesticht per decreet op 23 februari 1901 en dankt haar ontwikkeling naar een stad aan de vondst van olie in 1907 toen men op zoek was naar water. De vondst van olie was destijds de enige economische activiteit naast wol. Tegenwoordig is Comodoro, zoals de stad gewoonlijk genoemd wordt, een centrum van olie- en gaswinning, windenergie, zware industrie, medische voorzieningen en educatie. Er is een haven en een internationaal vliegveld. Comodoro vervult in al deze sectoren een spilfunctie voor geheel Patagonië en zeker voor de provincies Chubut, Santa Cruz en Tierra del Fuego. Alleen toerisme is ondervertegenwoordigd in Comodoro Rivadavia vergeleken met de rest van Patagonië.
De stad is zeer uitgestrekt met relatief weinig hoogbouw. Deze uitgestrektheid ontstond door de met de geëxploiteerde olievelden, meetrekkende nederzettingen voor de arbeiders. Zo zijn wijken als km 3, km 5, km 8 en km 11 ontstaan ten noorden van de Cerro Chenque. Ten zuiden strekt zich een groot vrijwel ononderbroken patroon van huizenblokken uit. In de stad bevindt zich de hoofdvestiging van de Universidad Nacional de la Patagonia San Juan Bosco.
Sinds 1957 is de stad de zetel van een rooms-katholiek bisdom.
Op zo'n 12 km ten zuiden van de stad ligt de badplaats Rada Tilly, niet officieel behorend tot Comodoro Rivadavia, maar vele Comodorenses hebben hier een tweede huis aan zee.

## Geboren
- Carlos Regazzoni (1943-2020), beeldhouwer en schilder